# Palau del Marquès de Monistrol (Barcelona)
El Palau del Marquès de Monistrol era un edifici situat al carrer de la Riera de Sant Joan, 25 cantonada amb el de Miserferrer, enderrocat el 1914 per a l'obertura de la Via Laietana. Actualment, en aquest indret hi ha l'Edifici Caixa Catalunya.

## Història i descripció

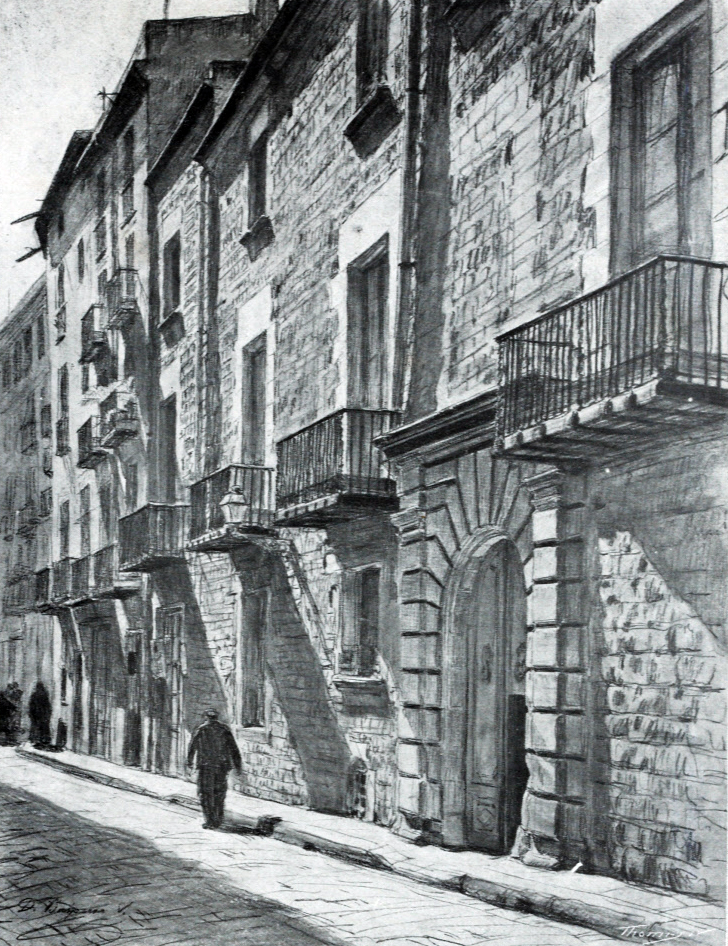
Dibuix de Dionís Baixeras

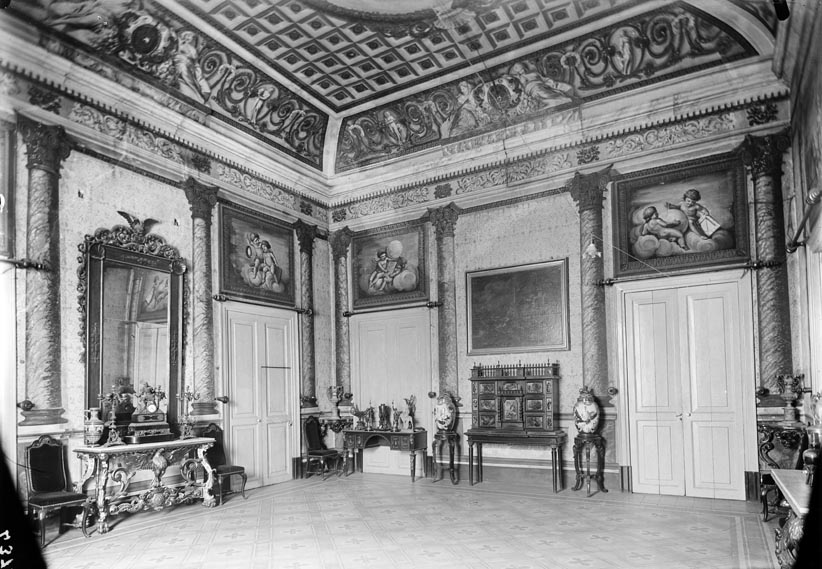
Saló del palau

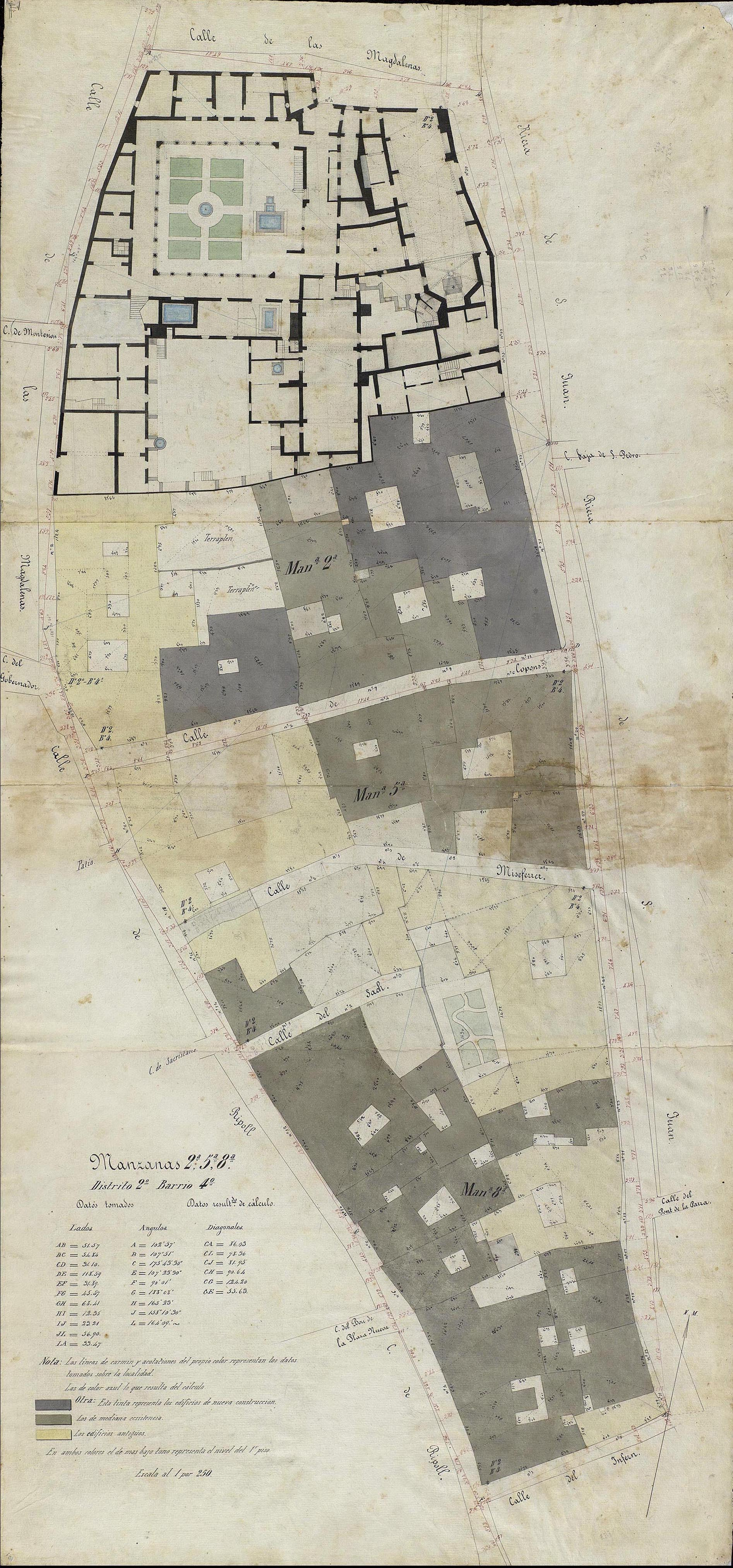
Quarteró núm. 32 de Garriga i Roca (c. 1860)

En el testament del notari Joan Vilana (†1528) es mencionen unes cases situades davant de l'església de Sant Joan de Jerusalem, les quals foren heretades pel seu descendent Felip de Vilana i de Peguera (†1656), amic de Pau Claris i que també posseïa una finca a Monistrol d'Anoia, lloc d'on era senyor. Aquest patrimoni va passar en herència al seu net Francesc de Vilana i Vilamala, casat amb la seva cosina Anna de Vilana i de Cordelles-Giudice i que va morir sense fills el 1751. Aleshores, el seu nebot Francesc de Marí-Vilana i Vilamala (1696-1765), fill del militar Francesc de Marí i Genovès, mestre de camp del terç de Barcelona, i de Maria Gràcia de Vilana i Vilamala, va iniciar un litigi contra la vídua per l'herència, i el 1755 va prendre possessió de la Torre de Vilana i del lloc de Monistrol d'Anoia.
El 1757, amb motiu del casament de la seva filla Teresa de Marí i de Montserrat (1736-1793) amb Francesc Fèlix de Dusai i de Fivaller (1730-1793), va fer reformar i ampliar la casa de la Riera de Sant Joan per a convertir-la en una gran residència. L'escultor Carles Grau hi va fer, entre d'altres, un floró de guix al centre del sostre del saló amb quatre targes als angles, i sis cartel·les de pedra per a l'escala. La pedra va ser subministrada i treballada pel moler Sebastià Prats.
L'hereu del matrimoni fou Francesc de Paula de Dusai i de Marí (1758-1825), primer marquès de Monistrol d'Anoia (1796), que hi va fer diverses reformes.

### Pintures de Francesc Pla «el Vigatà»
El pintor Francesc Pla «el Vigatà» es va encarregar de la decoració del saló, consistent en un sòcol, unes columnes corínties flanquejant les portes, un fris a mode d'entaulament que rematava les parets, i una àmplia escòcia que enquadrava el sostre, on hi havia un oval emmarcat per una motllura. En el moment de l'enderrocament, els plafons dels murs havien desaparegut i només es va poder salvar la pintura al tremp del sostre, que fou arrencada per la Junta de Museus de Barcelona i dipositada el 1916 al Museu d'Art i d'Arquelogia del Parc de la Ciutadella, on fou restaurada per Oleguer Junyent. Posteriorment, seria traslladada a la «sala del Vigatà» del Museu d'Arts Decoratives o dormitori del Príncep d'Astúries del Palau Reial de Pedralbes, on encara es conserva.